# 杜詩 (東漢)
杜詩（前1世纪？—38年），字君公，河內郡汲縣人，東漢官員及發明家，他與東漢蔡倫、張衡、北宋畢昇被譽為中國古代四大發明家。
杜詩年輕時有才能，在那里任官為功曹，以公平著稱。
更始政權時，被征辟為大司馬府官員。建武元年（25年），一年內三次升遷至侍御史。當時將軍蕭廣放縱士兵橫行，驚擾百姓。杜詩勸諭蕭廣，蕭廣不知收斂，於是擊殺蕭廣，回京後奏報光武帝。光武帝派他巡視河東，去招降和誅殺反叛的賊人楊異等。杜詩到達大陽，聽說賊人企圖北渡，于是与長史迅速焚毀船只，調集部署郡中士兵，派騎兵突襲賊兵，殺死楊异等人，賊兵因此被消滅。拜授為成皋縣令，任官三年，政績優異。又遷升至沛郡都尉，再轉任汝南都尉。所到之處，皆有政績。 
建武七年（31年），升任南陽郡太守。他生活節儉，施政清正平和，以誅除強暴建立威信，擅長計划謀略，節省和愛惜民役。又設計制作水排（水力鼓風機），以水力傳動機械，使皮製的鼓風囊連續開合，將空氣送入冶鐵爐，鑄造農具，用力少而見效多，便利百姓。此外，還修建池塘，開墾土地，使郡中百姓生活豐足。當時人們把他比作召信臣，所以南陽人贊頌他：“先有召父，后有杜母。”杜詩自認沒甚功勞，不應長期任大郡肥缺，請求他遷以讓職位給功臣，於是上疏請辭。光武帝愛其人才，不讓他請辭。
杜詩喜好推舉賢才，多次舉荐知名士人清河人劉統以及魯陽長董崇等人。東漢初期，法令制度仍很簡陋，皇帝以璽書調動兵馬，並沒有兵虎符作憑信，杜詩上疏建議設置虎符被采納，書《乞退郡疏》。 
杜詩雖在外地任官，仍留意朝廷大事，時常上奏建議。任官七年，政化大行。建武十四年（38年），因派食客為弟報仇，被征召問罪，正巧因病去世。杜詩家中貧困，沒有田宅，死后無處下葬。詔令在郡中官邸治喪，并賜一千匹絹辦喪事。

## 科學發明
曾创造水排（水力鼓风机），以水为动力，通过传动机械，使皮制鼓风囊连续开合，将空气送入冶铁炉，铸造农具，用力少而見效多，比欧洲约早了一千一百年。

## 延伸阅读
[在维基数据编辑]
 《後漢書·卷31》，出自范晔《後漢書》
 《東觀漢記》